# A Dream Is a Wish Your Heart Makes
A Dream Is a Wish Your Heart Makes (noto nella versione italiana come I sogni son desideri) è una canzone, pubblicata nel 1950, tratta dal film d'animazione di Walt Disney Cenerentola cantato da Ilene Woods nel ruolo della protagonista.

## Il brano musicale
Nella canzone, Cenerentola incoraggia i suoi amici animali a non smettere mai di sognare e quel tema continua per tutta la storia. La canzone è stata ispirata da Studio d'esecuzione transcendentale No. 9 (Ricordanza) di Franz Liszt.

## Testo
Il testo richiama i sentimenti già espressi in When You Wish Upon a Star dalla colonna sonora di Pinocchio del 1940. Nella canzone la parola "sogno" viene intesa nel senso metaforico di desideri che possono, come promette il testo, "diventare realtà" ("If you keep on believing, the dream that you wish will come true"). È un leitmotiv delle fiabe Disney, ancora nel 2005 ricorre Remember... Dreams Come True (in italiano: Ricordati... che i sogni si avverano) come titolo di uno spettacolo di fuochi d'artificio a Disneyland per commemorare il 50º anniversario del parco.

## Incisioni
La prima incisione appare nell'album della colonna sonora originale. Ilene Woods con Harold Mooney e la sua orchestra registrarono la canzone a Hollywood il 26 ottobre 1949. Fu pubblicata dalla RCA Victor Records (negli Stati Uniti) e dalla EMI sull'etichetta His Master's Voice. La canzone è stata anche utilizzata in parte dei titoli di apertura di diverse iterazioni della serie televisiva antologica di Walt Disney, in particolare nel medley di The Wonderful World Of Disney (1969-1979) e in The Magical World Of Disney (1988) e inserita in numerose compilation.
Questa canzone è stata eseguita anche da Lily James per la colonna sonora della versione live-action di Cenerentola nel 2015. Nell'aprile 2020, Demi Lovato e Michael Bublé hanno eseguito la canzone per The Disney Family Singalong su ABC. La canzone è stata anche inclusa nel film del 2022 Sneakerentola, cantata da Chosen Jacobs e Lexi Underwood.
La versione per la colonna sonora del film in italiano, I sogni son desideri, su testo di Alberto Curci, è stata interpretata nel 1950 da Maria Cristina Brancucci ed è stata poi incisa anche da Marisa Sannia nel 1973 per il suo album Marisa nel Paese delle Meraviglie.